# Palais de l'Infantado
Le palais de l'Infantado est un palais de style gothique tardif situé à Guadalajara (Espagne), commandé par Íñigo López de Mendoza, deuxième duc de l'Infantado à la fin du XVe siècle.

## Histoire

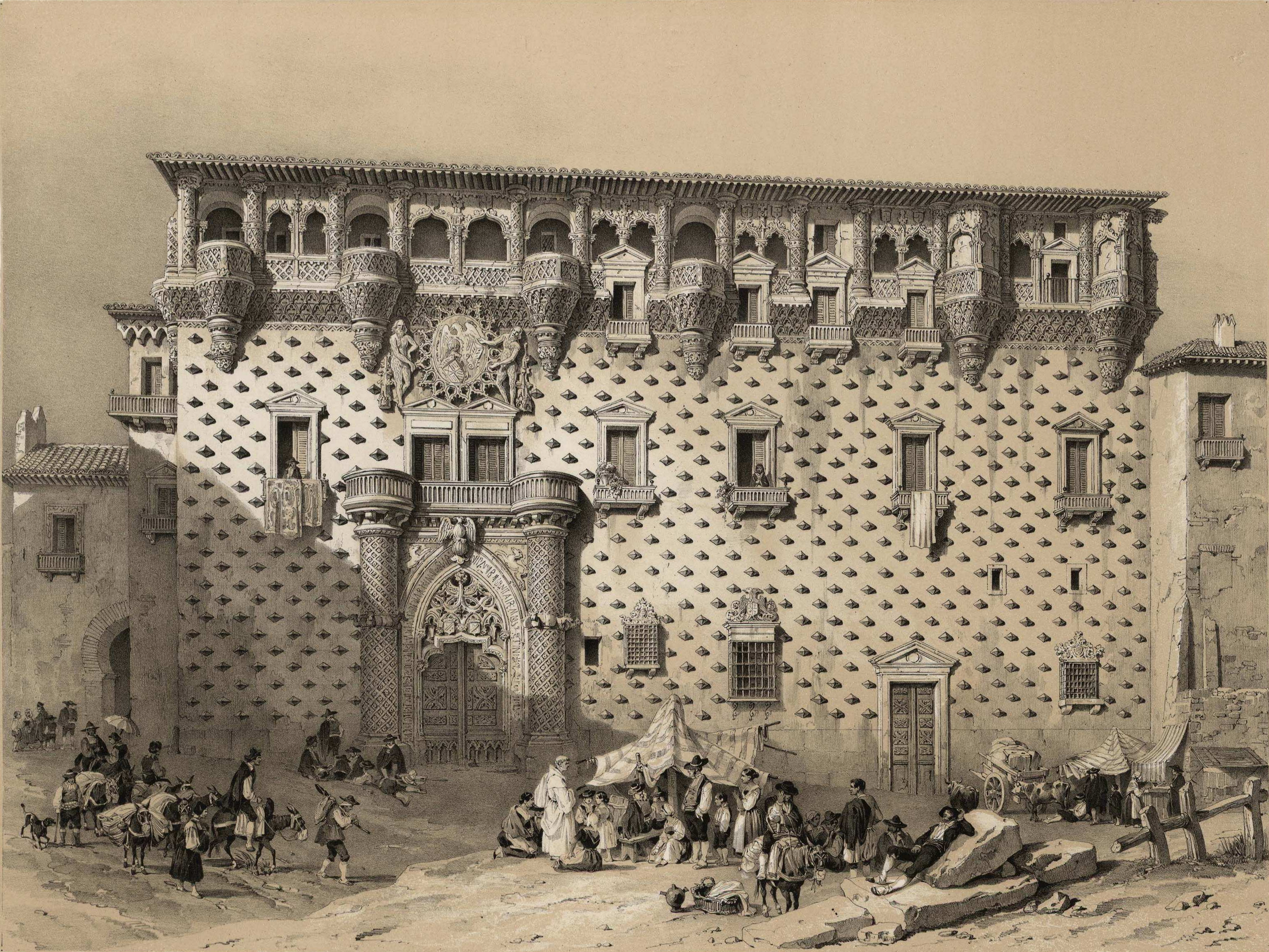
Façade du palais de l'Infantado (Jenaro Pérez Villaamil, 1842).

Le palais de l'Infantado est situé en un lieu occupé précédemment par les « maisons principales » de don Pedro Gonzalez, premier Alcarrian Mendoza. En 1480, Íñigo López de Mendoza, deuxième duc de l'Infantado, détruisit les anciennes constructions familiales et décida de construire un nouveau palais « à la gloire de ses parents et de la sienne ». La façade fut achevée en 1483, puis, quelque temps plus tard, ce fut la cour et, à la fin du siècle, le palais était déjà presque achevé dans son ensemble. À la fin du XVe siècle, le monument put laisser éclater toutes ses splendeurs gothiques, avec son ornementation et ses richesses. La réalisation du palais est redevable à Jean Goas, architecte de Tolède.
Le mariage du roi d'Espagne Philippe II avec Élisabeth de Valois fut célébré dans ce palais en 1560.
En 1569, la cinquième duc de l'Infantado entreprit une série de transformations, dirigées par Acacio Orejón, de manière à imiter la résidence construite par le roi Philippe II d'Espagne près de Madrid. On tenta alors d'adapter quelques détails de décoration Renaissance : sur les façades, on ouvrit de nouvelles fenêtres, en murant les anciennes et en diminuant les pinacles gothiques. La cour et les plafonds des salons furent décorés de fresques par des artistes italiens qui avaient travaillé sur le monastère de l'Escurial. On aménagea même un « jardin mythologique » à côté du palais.
En 1700, Marie-Anne de Neubourg, dernière reine-mère des Habsbourg espagnols, se retira de la vie publique en ce palais, où elle mourut quarante ans plus tard, en 1740.
Lors des siècles qui suivirent, les Mendoza abandonnèrent Guadalajara pour se joindre à la Cour, en laissant le palais abandonné. À la fin du XIXe siècle, le quinzième duc de l'Infantado céda la moitié du palais à la ville. Puis il fut transféré au ministère de l'Armée de terre, qui en fit une institution pour les orphelins de militaires. En 1936, le palais fut bombardé et détruit. Après la fin de la guerre eut lieu une cession entre le ministère de l'Armée de terre et les propriétaires du palais : le 18e duc de l'Infantado se réserva un espace pour son logement et ses archives familiales, et la municipalité de Guadalajara, après une longue période où le palais tombait en ruine, le céda en 1961 au Conseil provincial pour en faire un grand musée. Le palais fut donc reconstruit de manière à lui rendre son ancienne splendeur, mais ses magnifiques plafonds à caissons de style mudéjar sont perdus à jamais.
En 1972 furent transférées au palais les archives historiques provinciales et la bibliothèque publique provinciale de Guadalajara. En 2004, la bibliothèque se transporta au palais de Davalos. Les archives historiques seront transférées dans un autre bâtiment (en construction) et le palais trouvera de nouveaux usages.
Actuellement, le palais est le siège des Archives historiques et du musée provincial de Guadalajara.

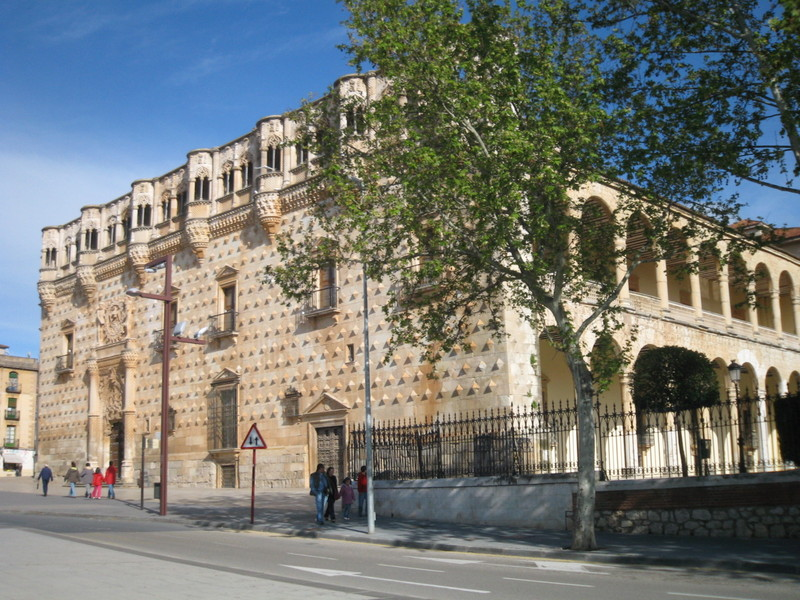
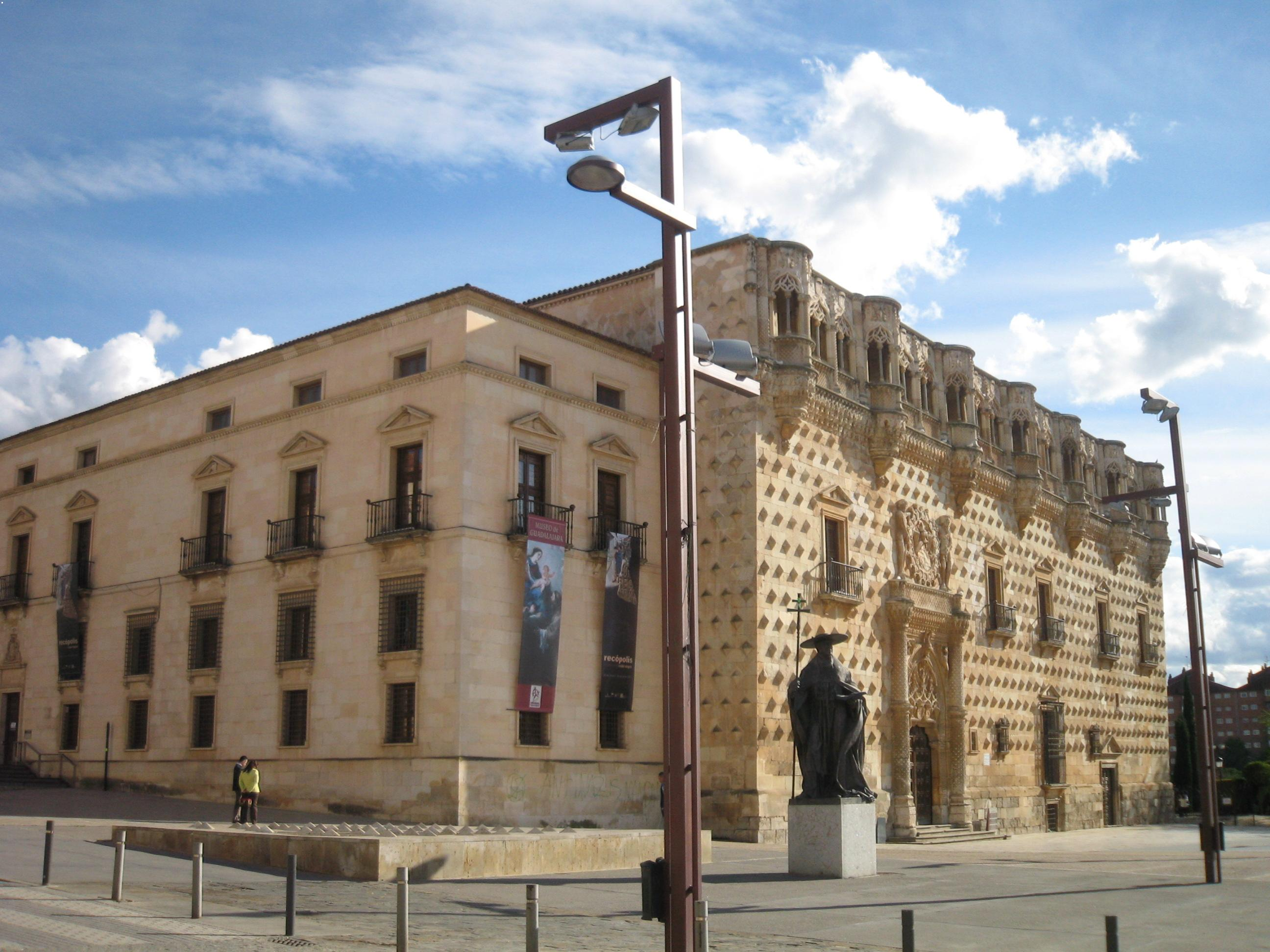

## Description
Le style du palais peut être qualifié d’hispanique. En effet, bien qu’une partie de la décoration et de la structure des balcons et des portails s’intègrent dans le style gothique de tradition flamande, la réalisation d’embrasures sur la façade tout comme la disposition géométrique des clous en forme de losange, s’inscrivent dans un style résolument morisque. Ce palais est un exemple des productions de l’art mudéjar.
La façade principale, orientée à l’Ouest, était placée, à l’origine, sur une vaste place. L’ensemble de la façade est couvert, à intervalles réguliers, de losanges, constituant les éléments décoratifs  caractéristiques du palais. Le dernier étage, quant à lui, surplombe la façade par des alternances de balcons et de tourelles. Cet étage abritait la salle de lecture de la Bibliothèque Provinciale, à l’époque où elle se trouvait dans l’édifice. Cette salle, décorée avec grande sobriété, est inspirée par les idées du classicisme tout en incorporant des motifs à caissons propres de l’art mudéjar.
Le portail d’entrée principal, se situant sur cette façade, est décentré : il est placé plus à gauche, permettant un accès direct à la cour intérieure. Il est encadré par deux épaisses colonnes cylindriques incrustées de moulures représentant des entrelacs de cordons. Les armes de la famille Mendoza dominent le portail. Deux faunes, ou sauvages poilus, soutiennent ce cercle complexe emblématique. Entre les spirales surmontées de fleurons, se conjuguent vingt blasons différents, représentants les États, titres et autorités qui étaient aux mains de la famille Mendoza.
Le patio central, nommé « cour des lions », constitue un rectangle, légèrement allongé de sud à nord, sept arcs contre cinq sur les versants est et ouest. Il se compose d’un double système d’arcs superposés : des arcs mixtilignes accolés se trouvent dans les deux galeries. Néanmoins, dans la galerie supérieure, ces arcs se complexifient par des volutes latérales. Les colonnes soutenant l’ensemble des arcs sont d’ordre dorique.
Dans la galerie basse, chaque parement couvrant la partie supérieure des arcs est adorné de différents motifs : deux lions emblèmes de Diego Hurtado de Mendoza ainsi que les armes, avec la couronne ducale correspondante, des noms Mendoza et Luna s’alternent sur la prolongation des colonnes. Le long du filet des arcs, une fine et très longue tablette est taillée. Sur celle-ci, est gravée la phrase suivante en caractères gothiques : 
« El yllustre señor don yñigo lopes de mendoca duque segundo del ynfantazgo, marqués de santillana, conde del rreal e de saldaña, señor de Mendoca y de la Vega, manda fa (ser esta) portada (año del nascimiento del nro salvado ihu xpo de MCCCCCL) XXXIII años... seyendo esta casa edificada por sus antecesores con grandes gastos e de sumptuoso edificio, se (pu)so toda por el suelo y por acrescentar la gloria de sus proxenitores y la suya propia la mandó edeficar otra vez para mas onrrar la grandeza (de su linaje) año myl e quatrocientos e ochenta y tres años. »
« L’illustre grand seigneur don Iñigo Lopez de Mendoza, second duc de l’Infantado, marquis de Santillana, comte du real et de Saldaña, seigneur de Mendoza et de la Vega, ordonna la construction de ce portail (année de naissance de notre seigneur Jésus Christ MCCCCLXXXIII), cette maison ayant été édifiée par ces ancêtres en grandes dépenses et somptueux édifice, elle fut complètement détruite. Pour augmenter la gloire de ces prédécesseurs et la sienne propre, il ordonna de l’édifier une seconde fois pour honorer la grandeur de son lignage. Année mille quatre cent quatre-vingt-trois. »
Chaque parement de la galerie supérieure est décoré de deux griffons ailés enchaînés et se faisant face.
La galerie du jardin, construite par Lorenzo de Trillo aux alentours de 1496, est composée d’une double série d’arcs, basés sur des colonnes prismatiques  aux chapiteaux ornés de moulures. Les parements sont décorés par des filets d’arcs lobulés superposés, développant ainsi de manière plus aplanie les arcs à muqarnas de la façade principale.
Les motifs à caissons mudéjars de l’intérieur de l’édifice étaient célèbres. Ils ont disparu durant la guerre civile.
Quelques salles du rez-de-chaussée se conservent, peintes par des artistes italiens à la fin du XVIe siècle sur commande du cinquième duc de l’Infantado. Par exemple, la salle de Cronos est décorée par l’image du dieu et un ensemble de symboles du zodiaque tandis que dans la grande salle des batailles sont représentées de multiples et tumultueuses scènes de l’histoire militaire des Mendoza. Notons également l’exemple de la salle d’Atalante, représentant la déesse dans cinq scènes légendaires aux côtés d’Hippomène. Dans cette salle se trouve également une impressionnante cheminée en marbre de Carrare, œuvre des artistes italiens Juan Bautista et Domingo Milanés en 1573. L’ensemble des peintures de ces salles a été réalisé par le peintre Rómulo Cincinato entre 1578 et 1580.